# Dendrochilum oxylobum
Dendrochilum oxylobum är en orkidéart som beskrevs av Rudolf Schlechter. Dendrochilum oxylobum ingår i släktet Dendrochilum och familjen orkidéer. Inga underarter finns listade i Catalogue of Life.